# Koito Gentarō
Koito Gentarō (japanisch 小絲 源太郎; geb. 13. Juli 1887 in Tokio; gest. 6. Februar 1978) war ein japanischer Maler und Holzschnitt-Künstler im westlichen Yōga-Stil der späten Meiji-, der Taishō- und Shōwa-Zeit.

## Leben und Werk
Koito machte 1911 seinen Abschluss am Department für Metallarbeiten der Kunsthochschule Tōkyō (東京美術学校 Tōkyō bijutsu gakkō), der Vorläufereinrichtung der Universität der Künste. Im selben Jahr nahm er ein Studium der Malerei am Department für Malerei im westlichen Stil derselben Einrichtung auf. Er verließ die Schule nach drei Jahren auf Grund einer Erkrankung.
Bereits 1910, als Koito noch im Department für Metallarbeiten studierte, konnte er ein Bild auf der jährlichen Kunstausstellung des Kultusministeriums, kurz Bunten (文展) genannt, ausstellen. Er stellte auch in den folgenden Jahren aus und konnte einige Preise gewinnen. Nach 1918 zeigte er für einige Jahre nichts mehr, konzentrierte sich vielmehr auf das Skizzieren und Malen nach der Natur. Dann begann er wieder Bilder zu zeigen, nach dem Kriege auf der Nitten (日展), der Nachfolgerin der Ausstellung des Kultusministeriums. Er wurde Mitglied in der Künstlervereinigung Kōfū-kai (光風会) und wurde bei verschiedenen Ausstellungen in die Jury berufen. 1959 wurde er Mitglied der Akademie der Künste und 1965 erhielt er den Kulturorden.
Koito gestaltete seine frühe Bilder klar und minutiös, naturgetreue Abbildungen japanischer Szenen. Er kombinierte kühne und lebhafte Kolorierung mit kräftigem Pinselstrich. Zu seine Werken gehören „Mohn“ (センケン Senken; 1937), „Freizeitpark im Winter“ (雪の遊園地 Yuki no yūenchi; 1952), „Ferner Donner“ (遠雷 Enrai; 1961) und „Winter in einem Fischerhafen“ (漁港積雪 Gyokō sekisetsu; 1970).
Koito schrieb auch mit leichter Hand und hinterließ eine Reihen von Essay-Sammlungen, wie „Regenbogen im Winter“ (冬の虹 Fuyu no niji; 1948), „Der Mann, der mit den Affen redete“ (猿と話しをする男 Saru to hanashi o suru otoko; 1952) und „Windgott – Donnergott“ (風神雷神 Fūjin-Raijin; 1954).
1965 wurde als Person mit besonderen kulturellen Verdiensten ausgezeichnet und erhielt den Kulturorden.